# Tupolew TB-1
Die Tupolew TB-1 (russisch Туполев ТБ-1, auch ANT-4, АНТ-4) war ein sowjetischer zweimotoriger Bomber. Sie war das erste in freitragender Ganzmetallbauweise hergestellte militärische Flugzeug der Sowjetunion. 1929 erfolgte mit diesem Typ ein Langstreckenflug von Moskau nach New York City in östlicher Richtung mit einer Gesamtflugstrecke von 21.242 km Länge.

## Geschichte und Einsatz
Die Projektierungsarbeiten an diesem Modell begannen am 11. November 1924 unter der Leitung von Andrei Tupolew, ursprünglich um im Auftrag des OTB (Besonderes Technisches Büro) ein für Torpedoabwurftests geeignetes Flugzeug zu schaffen. Der Bau der einzelnen Baugruppen erfolgte im ZAGI und war am 11. August 1925 abgeschlossen. Die einzelnen Komponenten wurden zum Moskauer Zentralflughafen transportiert und dort zusammengebaut. Anschließend führte der Testpilot Apollinari Tomaschewski am 26. November 1925 den Erstflug der mit zwei britischen Napier-Lion-Y-Motoren und Schneekufen als Fahrwerk ausgestatteten ANT-4 durch. Die staatlichen Tests wurden vom 11. Juni bis zum 2. Juli 1926 in 25 Flügen ebenfalls von Tomaschewski absolviert. Ein zweiter, mit Zwölfzylinder-V-Motoren vom Typ BMW VIz ausgerüsteter und voll bewaffneter Prototyp flog im Juli 1928 mit Michael Gromow. Die staatliche Abnahme erfolgte vom 15. August 1928 bis zum 26. März 1929 und beinhaltete einige Verbesserungen. Die Spannweite wurde verkleinert, der Rumpf verlängert und der Bug abgeändert. Statt der Skier wurden zwei Haupträder montiert. Anschließend wurde die TB-1 zur Serienfertigung freigegeben. Einige Exemplare erhielten BMW-VI-Motoren; der Großteil aber (etwa 200) wurde mit dessen Lizenzversion Mikulin M-17 ausgestattet. Die Produktion begann im Sommer 1929 im Werk Nr. 22, dem ehemaligen Junkers-Zweigwerk in Moskau-Fili und lief Anfang 1932 aus. Gebaut wurden neben den zwei Prototypen 216 Exemplare, die bis 1936 bei den sowjetischen Luftstreitkräften im Einsatz standen. Für den Wintereinsatz konnte die TB-1 mit Schneekufen ausgerüstet werden.
Von 23. August bis 30. Oktober 1929 wurde mit einer Strana Sowjetow (russisch страна советов, Land der Sowjets) genannten Maschine ein Langstreckenflug Moskau–New York mit den Etappen Omsk, Chabarowsk, Kamtschatka, Seattle und San Francisco durchgeführt. Dafür wurden bei zwei TB-1 die Bewaffnung ausgebaut und für den Flug über den Ozean Schwimmer von Junkers-G-24-Flugzeugen montiert. Der erste Versuch erfolgte am 8. August und endete mit einer Bruchlandung bei Tschita. Die Besatzungsmitglieder S. A. Schestakow, F. E. Bolotow, B. W. Sterligow und D. W. Fufajew blieben unverletzt und kehrten unverzüglich nach Moskau zurück, um mit der zweiten Maschine einen neuen Versuch zu starten, der diesmal erfolgreich war. Bei diesem Flug wurden insgesamt 21.242 Kilometer zurückgelegt.

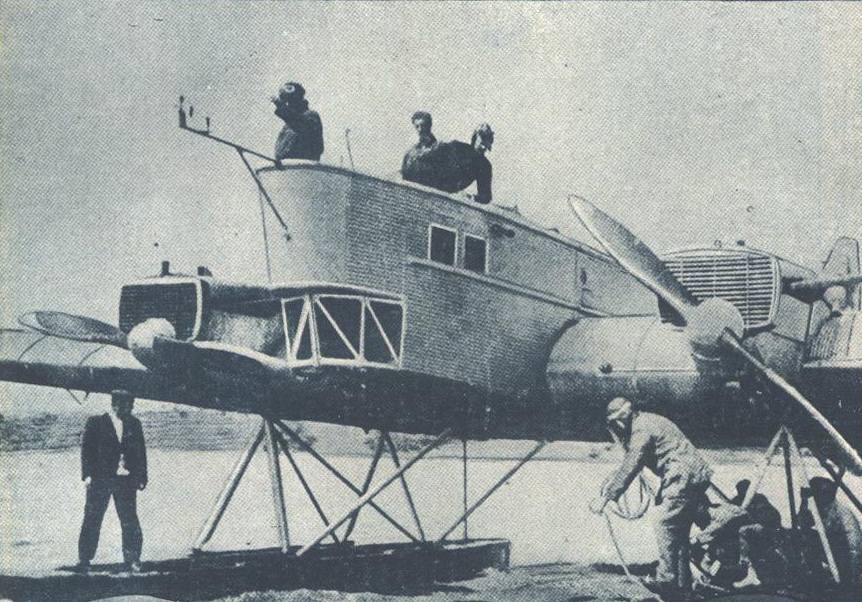
„Strana Sowjetow“

Mit der TB-1 wurden auch verschiedene Tests unternommen. So wurden mit ihr als „Bensinonosjez“ (Benzinträger) von 1933 bis 1935 unter Leitung von A. K. Sapanowanny die ersten sowjetischen Luftbetankungen durchgeführt. Das erste Huckepack-Sweno-Projekt von Wladimir Wachmistrow, bei dem die TB-1 als Mutterflugzeug für zwei auf den Tragflächen aufgesetzte I-4- beziehungsweise I-5-Jäger fungierte, wurde ebenso verwirklicht wie Versuche mit Abwürfen von schwerem Gerät an Lastfallschirmen unter der Leitung von Pawel Grochowski. Eine Maschine erhielt 1933 unter Leitung von W. I. Dudakow für entsprechende Erprobungen je drei Starthilfsraketen pro Tragfläche (zwei darauf, eine darunter). Pilot bei diesen Tests war Nikolai Blagin.
Von 1932 bis 1935 wurden 66 Flugzeuge mit Schwimmern ausgerüstet und anstelle des ursprünglich vorgesehenen Flugbootes TOM-1 unter der Bezeichnung TB-1P als Torpedobomber eingesetzt. Diese Flugzeuge bildeten den ersten Torpedofliegerverband der sowjetischen Seefliegerkräfte.
Anfang der 1930er Jahre bildete die TB-1 den Kern der Bomberverbände in den sowjetischen Luftstreitkräften. Nach der Ausmusterung im Jahr 1936 übergab man 90 Stück der nun veralteten TB-1 der Aeroflot, die sie zum Teil bis 1945 als G-1-Transportflugzeuge flog. Einige Flugzeuge wurden 1934 für den Einsatz in der Arktis mit Schneekufen ausgestattet. Der Pilot Anatoli Ljapidewski entdeckte im gleichen Jahr mit einer dieser TB-1 die Besatzung des im Polarmeer untergegangenen Schiffes Cheliuskin auf einer Eisscholle und flog die ersten Schiffbrüchigen aus.
Aus der TB-1 entwickelte Tupolew das schwere Jagd- und Aufklärungsflugzeug R-6. Die Tragflächenkonstruktion wurde für das Verkehrsflugzeug PS-9 und das Flugboot MDR-2 übernommen.

## Erhaltene Exemplare
Derzeit existiert noch ein Exemplar der ANT-4-Transportversion G-1 im Museum von Uljanowsk (Foto). Das Flugzeug mit dem Kennzeichen N-317 gehörte zur Hauptverwaltung des Nördlichen Seeweges und musste im Winter 1943/1944 etwa 100 Kilometer von Krasnojarsk bei Igarka notlanden. Im August 1983 wurde es entdeckt und mithilfe eines Mi-6-Transporthubschraubers aus dem unwegsamen Tundragelände geborgen. Die anschließende Restaurierung erfolgte durch Studenten der fliegertechnischen Schule der Aeroflot in Wyborg unter Verwendung von Teilen eines anderen bei Schuchotka gefundenen G-1-Wracks (N-291) und wurde 1986 abgeschlossen. Die N-317 wurde wegen ihres Einsatzes in Polarregionen mit einem geschlossenen Cockpit und Skifahrwerk ausgerüstet.

## Technische Daten
| Kenngröße                      | Daten (Tupolew TB-1, Serie 1930)                       |
| ------------------------------ | ------------------------------------------------------ |
| Besatzung                      | 5–6                                                    |
| Länge                          | 18,00 m                                                |
| Spannweite                     | 28,70 m                                                |
| Flügelfläche                   | 120 m²                                                 |
| Flügelstreckung                | 6,8                                                    |
| Flächenbelastung               | 56,8 kg/m²                                             |
| Leistungsbelastung             | 6,81 kg/kW (5,01 kg/PS)                                |
| Rüstmasse                      | 4520 kg                                                |
| Zuladung                       | 2290 kg                                                |
| Startmasse                     | 6810 kg                                                |
| Verhältnis Nutzlast/Startmasse | 33,6 %                                                 |
| Antrieb                        | zwei flüssigkeitsgekühlte Zwölfzylinder-V-Motoren M-17 |
| Startleistung Nennleistung     | je 500 kW (680 PS) je 368 kW (500 PS)                  |
| Höchstgeschwindigkeit          | 178 km/h in Bodennähe 170 km/h in 3000 m Höhe          |
| Landegeschwindigkeit           | 85 km/h                                                |
| Steigzeit                      | 21,0 min auf 3000 m Höhe                               |
| Dienstgipfelhöhe               | 4830 m                                                 |
| Reichweite                     | 1000 km                                                |
| Bewaffnung                     | sechs bewegliche 7,62-mm-MG DA                         |
| Bombenlast                     | 1000 kg                                                |